# Aridolis
Aridolis (en grec antic Αρίδωλις) fou tirà d'Alabanda a Cària. Va acompanyar a Xerxes I de Pèrsia (486 aC-465 aC) en la seva expedició a Grècia i va ser capturat pels grecs a Artemísion el 480 aC i enviat a l'istme de Corint carregat de cadenes.